# 六本木新城

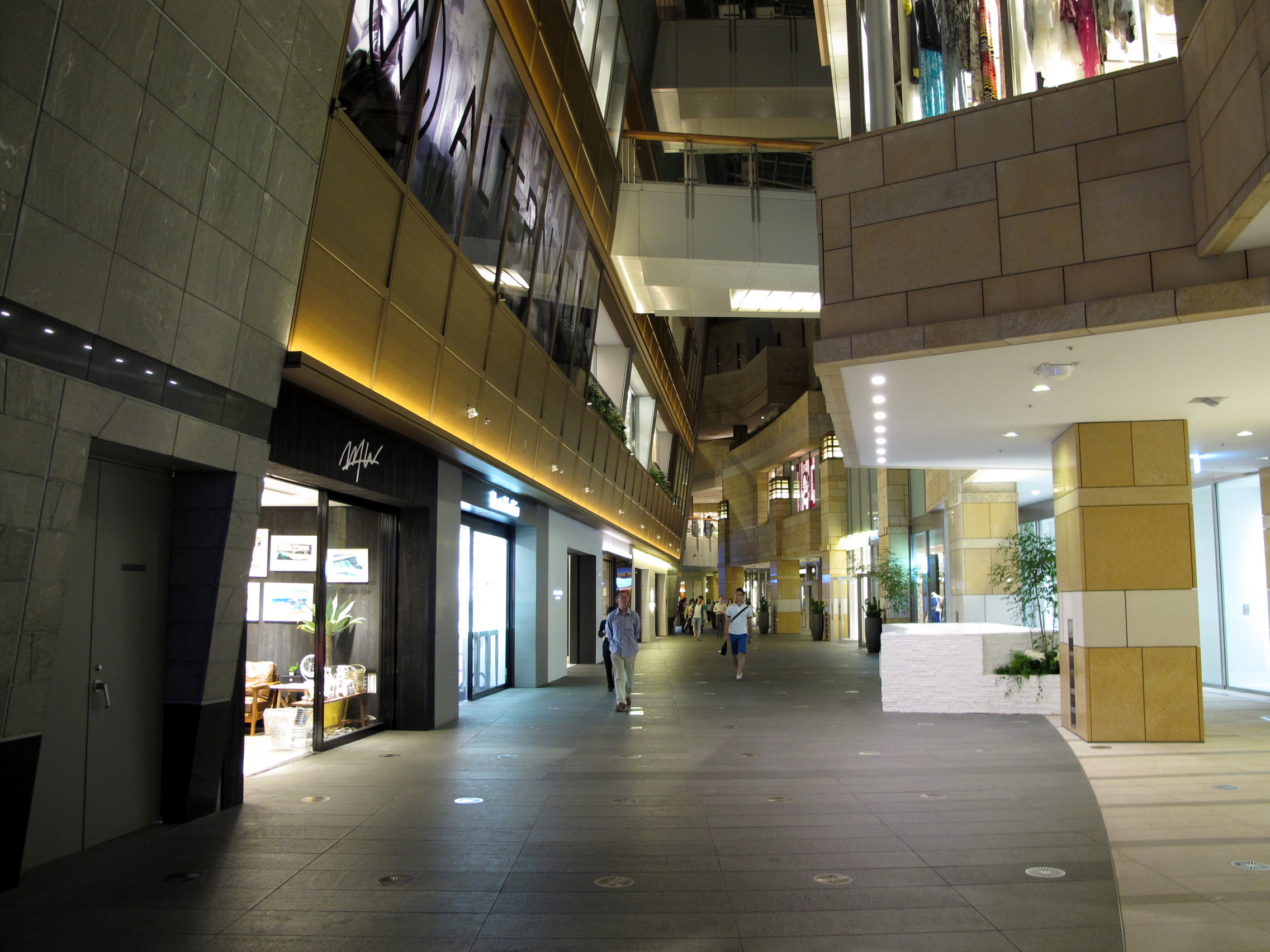
六本木新城West Walk商場

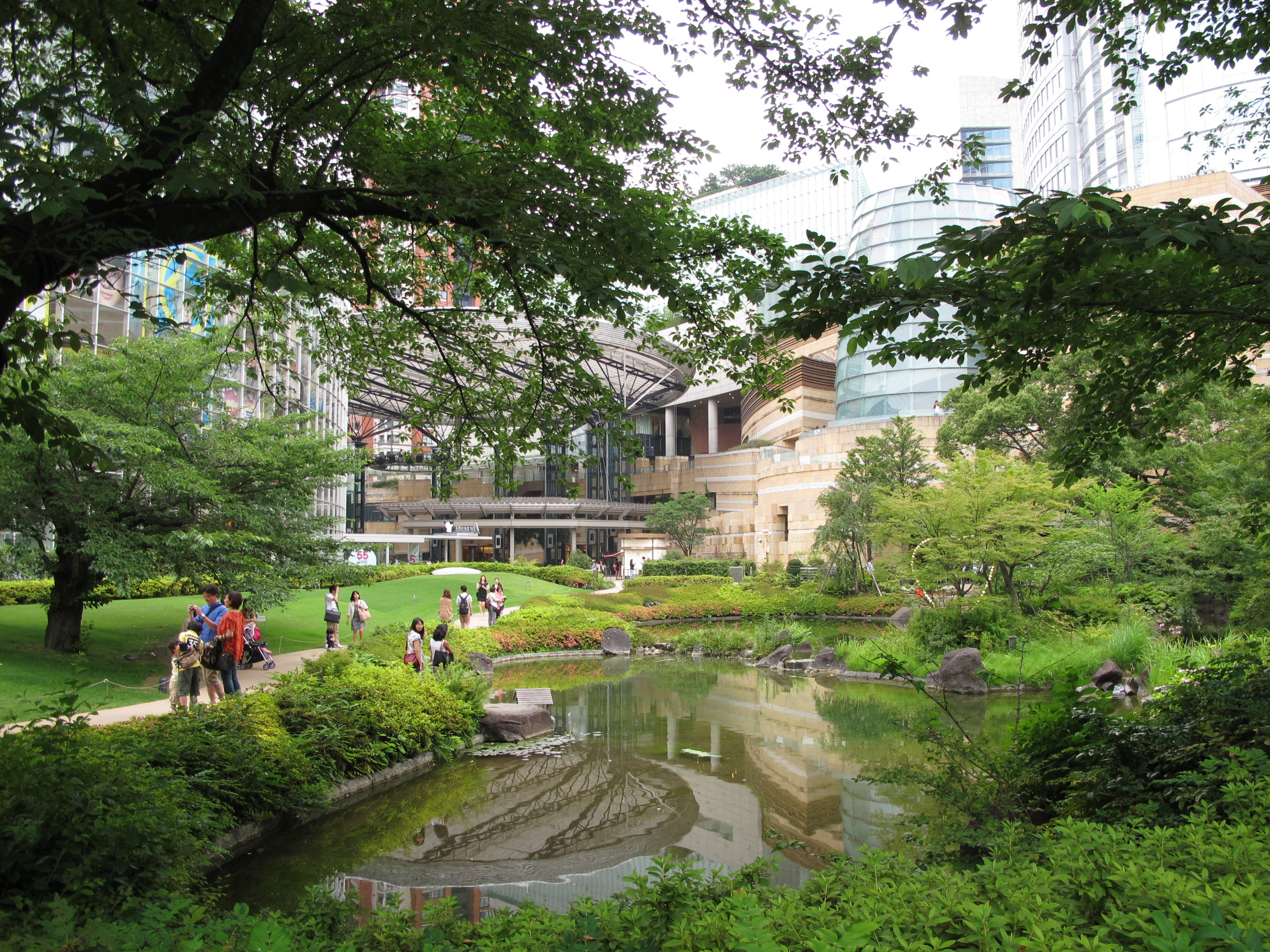
毛利庭園

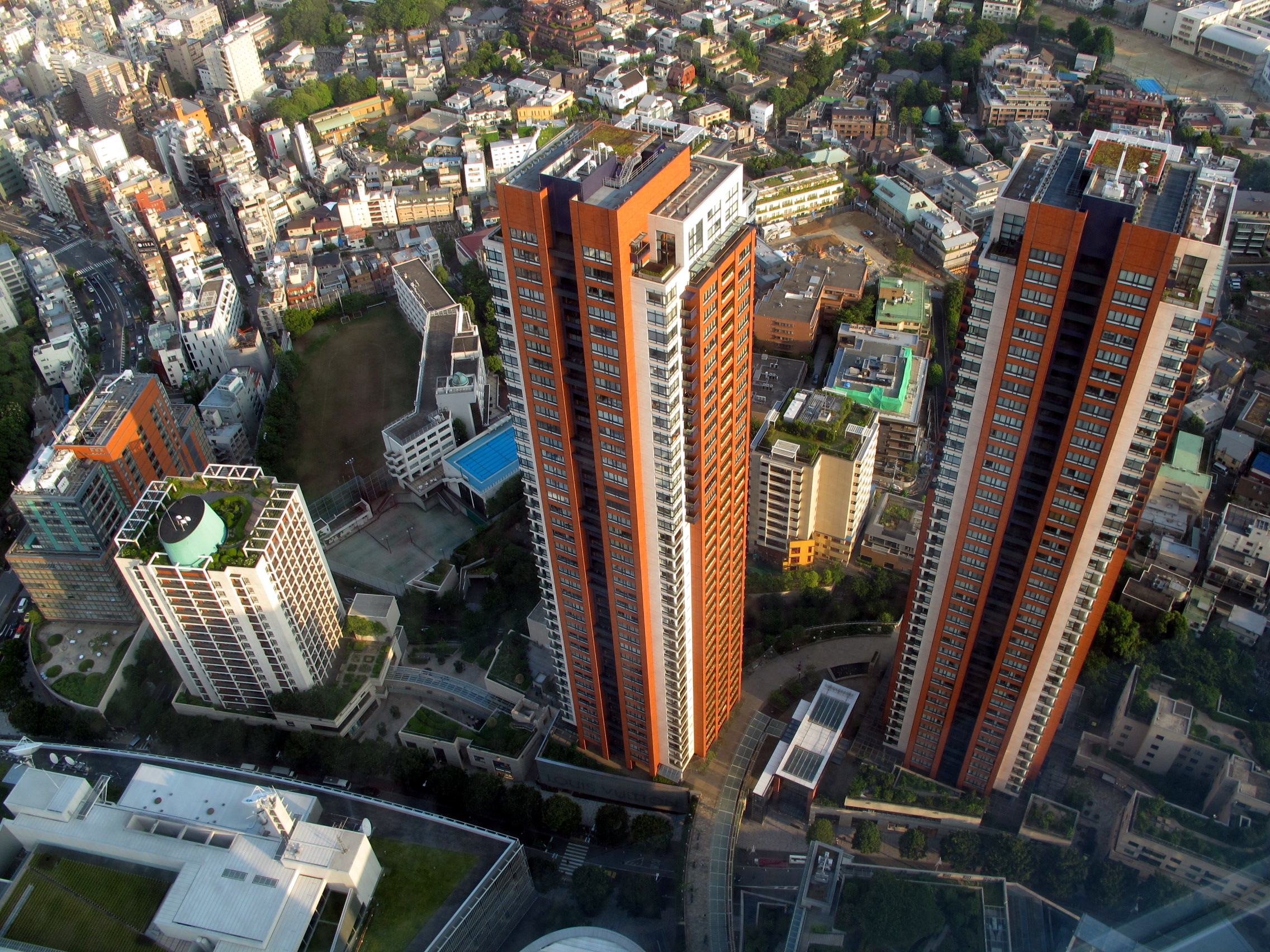
住宅

六本木新城（日语：／ Roppongi hiruzu */?），又稱六本木之丘，是位於日本東京六本木的都市複合開發區，由森大廈主導開發，是日本規模最大的都市更新計畫之一。

## 歷史
六本木新城誕生前，朝日電視台周邊相當狹窄，連消防隊要通過也是非常困難的狀況。1990年，朝日電視台總部轉移也連帶的指定重新開發地區計劃。還有，綽號被稱為「六六」的六本木六丁目周邊，作為這個附近的重新開發的先行實例，同一時間，也有森大廈株式會社進行的赤坂東京港區重劃區。

### 完成前
- 1986年，隨著東京港區重劃區完成，朝日電視台一度遷移。由於，森大廈株式會社權利變換成為地權所有者，以這裡為主緊跟著東京港區重劃區大規模的都市重新開發計劃也是在森大廈開始。
- 1993年，隨著推動森大廈，加入計畫的公司也增加，六本木六丁目地區成為東京都第一種市區重新開發事業。
- 1995年，東京都都市重整計劃決定公佈。記住阪神大地震教訓，這一年抗震構造被列入規定。
- 1996年，「6.6 計劃」發表。
- 1997年，港區實施地區的地區公告。東京都、港區，公共設施管理人員簽署同意書，最後計劃方案定案。
- 1998年，六本木六丁目地區重新開發準備工會設立。
- 1999年，東京都權利變換計劃被批准，居民開始遷入臨時住宅。
- 2000年，完工。最多有1萬人在這一帶從事工作。（該區所有企業總資本大約2700億日圓）
- 2003年4月25日，商場區開始營業。

### 完成後
完成後，成為東京熱門地點。資訊科技（IT）相關等企業快速的遷入，「Hills族」（ヒルズ族）成為日本流行語。突然成長的企業遷入時，使六本木上班族無論有沒有從事IT產業，都被稱為Hills族。
2004年，森大廈的旋轉門發生一起意外死亡事件。
活力門事件後，活力门的前任总经理堀江贵文也在六本木新城的住宅大樓居住。

## 主要設施
- 摩天大樓／六本木新城森大廈：地上54層，地下6層，內有東京君悅酒店（ ；Grand Hyatt Tokyo）、森美術館、六本木新城TOHO影城等設施。雅虎、樂天、活力門等眾多日本知名企業總部也位於此大樓。
- 朝日電視台總部大廈：為朝日電視台的新總部所在，地上8層，地下3層，佔地廣大。其中，大樓一樓設有公眾開放空間，除了紀念品專賣店之外，還設有介紹朝日電視台各節目的展覽專區等朝日電視台有關的設施。
- 露天廣場：六本木新城露天廣場（ヒルズアリーナ；Roppongi Hills Arena）。六本木新城露天廣場外觀上，有著圓形巨大遮雨蓬，具有強烈的聚集導向作用的多功能露天娛樂場所。廣場上的活動多以世界性的娛樂節目為主流，每次光臨都會遭遇不同的刺激且充滿新奇觀念之「都市露天廣場」。
- 毛利庭園
- 住宅區：六本木新城住宅大廈（六本木ヒルズレジデンス）
- 知名Youtuber事務所UUUM的辦公室也曾經設置在此處的37樓。

## 鄰近車站
- 六本木站
  -  東京地下鐵日比谷線－車站編號 H-04（1C出口）
  -  都營地下鐵大江戶線－車站編號 E-23（3號出口）
- 麻布十番站
  -  都營地下鐵大江戶線－車站編號 E-22（7號出口）
  -  東京地下鐵南北線－車站編號 N-04（4號出口）

## 外部連結
- 六本木新城官方網站 （页面存档备份，存于）
- 六本木ヒルズ的X（前Twitter）
- 六本木ヒルズ展望台的X（前Twitter）
- 六本木ヒルズ的Facebook專頁
- 六本木ヒルズ展望台的Facebook專頁
- 六本木ヒルズ展望台的Instagram帳戶

35°39′37.5″N 139°43′44.6″E / 35.660417°N 139.729056°E